# Max Studer (Triathlet)
Max Studer (* 16. Januar 1996 in Kestenholz) ist ein Schweizer Duathlet und Triathlet. Er ist zweifacher Olympiastarter (2020, 2024), ETU-Europameister auf der Triathlon-Sprintdistanz (2021) und Schweizermeister Triathlon Sprintdistanz (2023).

## Werdegang
Max Studer wurde 2014 und 2015 Junioren-Schweizermeister Triathlon. 2017 und erneut 2018 wurde er U23-Schweizermeister Triathlon.
Im Oktober 2018 wurde Max Studer in Israel ETU-Europameister U23 Triathlon. Im Juli 2020 verletzte er sich im Training bei einem Sturz mit dem Rad und erlitt Prellungen und Schwellungen an der Hüfte. Max Studer wird trainiert von Brett Sutton und Robin Haywood.
Im September 2020 wurde der damals 24-Jährige in Hamburg Zehnter bei der Weltmeisterschaft – die Rennserie der ITU war im Zuge der Coronavirus-Pandemie auf ein einziges, entscheidendes Rennen über die Sprintdistanz reduziert worden. Eine Woche später wurde er Schweizer Vizemeister im 5000-Meter-Lauf.
Im Mai 2021 qualifizierte er sich zusammen mit Alissa König, Andrea Salvisberg und Nicola Spirig-Hug in der Schweizer Staffel für einen Startplatz bei den Olympischen Spielen in Tokio. Im Juni wurde er in Kitzbühel ETU-Europameister auf der Triathlon-Sprintdistanz.

### Olympische Sommerspiele 2020
Max Studer wurde im Juni von Swiss Olympic selektioniert für die Triathlon-Wettkämpfe an den Olympischen Spielen in Tokio – zusammen mit Jolanda Annen, Nicola Spirig-Hug und Andrea Salvisberg. Er belegte im Juli 2021 den neunten Rang.
Im Juni 2023 wurde der 27-Jährige Schweizermeister auf der Triathlon-Sprintdistanz.

## Sportliche Erfolge
| Datum/Jahr    | Rang | Wettbewerb                                        | Austragungsort | Zeit       | Bemerkung                                                                                   |
| ------------- | ---- | ------------------------------------------------- | -------------- | ---------- | ------------------------------------------------------------------------------------------- |
| 5. Aug. 2024  | 7    | Olympische Sommerspiele 2024, Mixed Relay         | Paris          | 01:27:16   | in der gemischten Staffel mit Julie Derron, Sylvain Fridelance und Cathia Schär             |
| 31. Juli 2024 | 40   | Olympische Sommerspiele 2024                      | Paris          | 01:50:07   |                                                                                             |
| 13. Juli 2024 | 24   | ITU World Championship Series 2024                | Hamburg        | 00:51:26   |                                                                                             |
| 25. Juni 2023 | 1    | Schweizer Meisterschaften Triathlon Sprintdistanz | Zürich         | 00:54:43   |                                                                                             |
| 8. Apr. 2023  | 1    | ITU Asia Triathlon Cup                            | Dexing         | 01:48:19   |                                                                                             |
| 3. März 2023  | 9    | ITU World Championship Series 2023                | Abu Dhabi      | 00:53:20   |                                                                                             |
| 14. Aug. 2022 | 3    | ETU Triathlon European Championship Mixed Relay   | München        | 01:26:19   | Europameisterschaft; gemischte Staffel; mit Cathia Schär, Simon Westermann und Julie Derron |
| 24. Juli 2022 | 3    | ITU Triathlon World Cup                           | Pontevedra     | 01:47:17   |                                                                                             |
| 28. Mai 2022  | 5    | ITU Triathlon World Cup                           | Arzachena      | 00:55:00   |                                                                                             |
| 14. Mai 2022  | 1    | ETU Triathlon European Cup                        | Caorle         | 00:51:20   |                                                                                             |
| 26. Juli 2021 | 9    | Olympische Sommerspiele 2020                      | Tokio          | 01:46:06   |                                                                                             |
| 11. Juli 2021 | 1    | Trans Vorarlberg Triathlon                        | Rankweil       | 01:45:08,3 | auf der olympischen Distanz                                                                 |
| 19. Juni 2021 | 1    | ETU Sprint Triathlon European Championships       | Kitzbühel      | 00:32:03   | ETU-Europameister Triathlon Sprintdistanz                                                   |
| 23. Mai 2021  | 2    | ITU Triathlon World Cup                           | Lissabon       | 01:42:33   | hinter dem Norweger Kristian Blummenfelt                                                    |
| 21. Mai 2021  | 3    | ITU Olympic Qualification Event                   | Lissabon       | 01:24:48   | Mixed Relay                                                                                 |
| 5. Sep. 2020  | 10   | ITU World Championship Series 2020                | Hamburg        | 00:49:42   | Weltmeisterschaft                                                                           |
| 8. Feb. 2020  | 1    | ATU Sprint Triathlon African Cup                  | Bloemfontein   | 00:55:05   | [ 9 ]                                                                                       |
| 15. Juni 2019 | 2    | ITU World Championship Series 2019                | Nottingham     | 01:23:55   | in der gemischten Staffel mit Jolanda Annen, Alissa König und Adrien Briffod                |
| 20. Okt. 2018 | 1    | ETU Triathlon European Championship U23           | Eilat          | 01:54:19   | U23-Europameister Triathlon                                                                 |
| 5. Aug. 2018  | 1    | Schweizer Meisterschaften Triathlon U23           | Nyon           |            |                                                                                             |
| 1. Juli 2018  | 2    | Schweizer Meisterschaften Triathlon Sprintdistanz | Seedorf        | 00:52:48   | Schweizer Vizemeister, hinter Sylvain Fridelance                                            |
| 2. Juli 2017  | 1    | Schweizer Meisterschaften Triathlon U23           | Uri            |            |                                                                                             |
| 8. Aug. 2015  | 1    | Schweizer Meisterschaften Triathlon Junioren      | Nyon           | 01:02:25   |                                                                                             |
| 2014          | 1    | Schweizer Meisterschaften Triathlon Junioren      | Schweiz        |            |                                                                                             |

(DNF – Did Not Finish)